# Margaret Pierce
Margaret "Maggie" Pierce è un personaggio della serie televisiva Grey's Anatomy, interpretato da Kelly McCreary.

## Descrizione
Pierce è un chirurgo cardiotoracico di estrema bravura e di grande talento. Cresciuta a Boston, arriva al Grey Sloan alla fine della decima stagione. Sin da subito, si intuisce che la Pierce ha fatto domanda presso questo ospedale, oltre che per avere un posto di lavoro, per avere notizie sulla sua madre naturale: Ellis Grey. La prima persona a cui rivela la cosa è Richard Webber, inconsapevole che si tratti del suo padre naturale.

## Storia del personaggio

### Decima stagione
Arrivata a Seattle come nuovo primario di cardiochirurgia, dopo la partenza di Cristina Yang, Maggie Pierce fa l'incontro di uno dei colleghi con cui lavorerà al Grey-Sloan Memorial: Richard Webber. Decide così di confidarsi e raccontargli di essere lì non solo per lavoro ma anche per scoprire di più sulla sua madre biologica, Ellis Grey. Quello che la donna non sa è di star parlando con colui che fu l'amante di Ellis da giovane e che scopre così di avere una figlia, di cui ha ignorato totalmente l'esistenza in tutti questi anni. L'uomo tuttavia, scioccato, in un primo momento decide di non rivelare quest'informazione alla ragazza, che lo considererà un buon amico e collega fino a quando non scoprirà la verità.

### Undicesima stagione
Maggie inizia quindi ufficialmente il suo lavoro in ospedale come nuovo primario di cardiochirurgia in sostituzione di Cristina Yang e prestro scopre che Richard è suo padre biologico, mentre Meredith è la sua sorellastra. Inizialmente, la Pierce avrà qualche attrito con entrambi ma poi risolverà tutto con Meredith creando un rapporto di buona amicizia mentre rimarrà più a lungo ostile verso Webber, con cui comunque pian piano si addolcirà. Diventerà molto amica anche di Amelia Shepherd, sorella minore di Derek e anch'essa da poco arrivata in ospedale. Maggie sosterrà Meredith dopo la morte di Derek; nello stesso periodo scopre anche che i suoi genitori adottivi stanno divorziando.

### Dodicesima stagione
Maggie va a convivere con Amelia, Meredith e i figli di lei nella casa dove Meredith viveva prima dell'arrivo di Zola. Nel corso della stagione si innamorerà di Andrew DeLuca, il nuovo specializzando, e inizierá una relazione con lui anche se poco tempo dopo Andrew lascerà Maggie. La Pierce deve anche fare da mediatrice tra Meredith e Amelia che in questa stagione hanno varie discussioni. A fine stagione, si innamora di Nathan Riggs, il nuovo collega di cardiochirurgia, senza sapere che questi ha una storia segreta con Meredith.
Maggie vorrebbe dichiararsi a Nathan durante le nozze di Amelia ma non ci riesce e si confida proprio con Meredith.

### Tredicesima stagione
In questa stagione diventa il mentore della specializzanda Leah Murphy, tornata al Grey-Sloan Memorial, solo per essere una sua allieva.
Dal momento che ha scoperto che i sentimenti della sorella per l'uomo non sono ancora passati, Meredith decide di lasciare Riggs per non ferire Maggie, che è all'oscuro di tutto, imponendogli però di rifiutare avances di Maggie e così Nathan fa. L'uomo in futuro vorrebbe tornare con Meredith spronandola a dire tutto alla Pierce ma Grey è irremovibile. Durante una discussione Meredith dice a Nathan che non possono essere neanche amici. Maggie li sente ma non capisce di cosa stiano parlando così Nathan le dice che sono loro a non poter essere amici per via dei sentimenti che lei prova per lui. Maggie così rinuncia a Nathan anche se continua a sperare che lui cambi idea. La sua madre adottiva, Diane, arriverà a Seattle chiedendo a Jackson Avery, primario di chirurgia plastica dell'ospedale, un nuovo seno. In realtà, Jackson scopre che Diane ha un tumore al seno e questa decide di non dire nulla a Maggie per via del loro rapporto conflittuale. In seguito, Maggie scoprirà tutto e poco dopo dovrà anche affrontare la morte di Diane. Questo la farà avvicinare molto al dottore di chirurgia plastica, che accetta la ichiesta di Diane a non dire niente a Maggie anche perché nel frattempo ha scoperto che Meredith e Nathan stanno insieme e ha accettato la cosa. A fine stagione, April si accorgerà dell'attrazione tra i due e farà notare a Maggie che Jackson ricambia i suoi sentimenti.